# Episodi di Clique
La prima stagione della serie televisiva Clique è stata trasmessa nel Regno Unito su BBC Three dal 5 marzo al 9 aprile 2017.
In Italia, la stagione è stata pubblicata su Infinity il 14 febbraio 2018.
| n° | Titolo originale | Titolo italiano | Pubblicazione UK | Pubblicazione Italia |
| -- | ---------------- | --------------- | ---------------- | -------------------- |
| 1  | Episode 1        |                 | 5 marzo 2017     | 14 febbraio 2018     |
| 2  | Episode 2        |                 | 12 marzo 2017    | 14 febbraio 2018     |
| 3  | Episode 3        |                 | 19 marzo 2017    | 14 febbraio 2018     |
| 4  | Episode 4        |                 | 26 marzo 2017    | 14 febbraio 2018     |
| 5  | Episode 5        |                 | 2 aprile 2017    | 14 febbraio 2018     |
| 6  | Episode 6        |                 | 9 aprile 2017    | 14 febbraio 2018     |